# Sentinelci
Sentinelci su narod koji žive na otoku Sjeverni Sentinel u Bengalskom zaljevu. Nikada nisu imali kontakt s vanjskim svijetom. Govore sentinelski jezik koji nije klasificiran. Glede tehnološkog razvoja na dnu su ljestvice. Bave se lovom i skupljanjem plodova. Ne znaju brojiti dalje od tri, ne poznaju vatru ni poljoprivredu. Spadaju u rijetke nekontaktirane domorodačke narode. Po procjenama ih ima oko 250.
Niskog su rasta (oko 160 cm), tamne kože i iznimno kovrčave kose. O njihovom načinu života zna se vrlo malo, pretpostavlja se da su prije oko 60.000 godina došli iz Afrike. Žive u kolibama. Koriste lukove i strijele, te harpune. Sentinelci koriste svinjsku lubanju, te još neke ornamente, kao i crvenu boju na odjeći, kao ukras. Poznati su po svojoj negostoljubivosti. Sve strance koji se približe ili nađu na otoku pobiju strijelama. Veliki potres i cunami 2004. nije ih uništio. Iz helikoptera uočena je nekolicina muškaraca koja je bacala kamenje i ispaljivala strijele u smjeru letjelice kako bi se obranila od nepoznatog predmeta u zraku. Od 1967. godine indijske su vlasti pokušavale stupiti u kontakt sa Sentinelcima, a te je "kontaktne ekspedicije" predvodio antropolog T. N. Pandit. U pitanju su bili planirani posjeti u kojima bi se domorocima ostavljalo "darove", primjerice kokosove orahe, na obali te ih se na taj način pokušavalo privoljeti na komunikaciju i promijeniti njihov neprijateljski stav prema gostima. Taj je program ugašen 1990-ih godina 20. stoljeća nakon što je par agresivnih susreta završilo tragično. Nekoliko je ljudi ubijeno. Godine 2006. Sentinelci su ubili dva ribara koji su nezakonito lovili ribu u blizini otoka. U studenom 2018. ubili su i američkog turista Johna Allena Chaua, koji je potkupio lokalne ribare da ga dovedu do otoka želeći domoroce pokrstiti.